# 홀리 모터스
홀리 모터스(Holy Motors)는 2012년 개봉한 프랑스, 독일의 판타지 드라마 영화이다. 레오 카락스가 감독과 각본을 맡았다. 2012년 칸 영화제 황금종려상 경쟁후보작이다.

## 출연

### 주연
- 드니 라방 - 오스카 역
- 카일리 미노그 - 에바 그레이스 / 진 역
- 에바 멘데스 - 캐이 M 역
- 에디트 스코브 - 셀린 역

### 조연
- 엘리스 루모 - 레아 / 엘리즈 역
- 진 디슨 - 안젤 역
- 미첼 피콜리
- 장 프랑수아 발머
- 프랑소와 림바우

## 기타
- 섭외: 엘자 파라온